# Giovanni Brusca
Giovanni Brusca, född 20 maj 1957 i San Giuseppe Jato nära Palermo, Sicilien, är en italiensk brottsling. Han var medlem av den sicilianska maffian i Corleone.
Brusca har uppgivit att han skall ha begått långt fler än hundra mord. År 1996 dömdes han till livstids fängelse, bland annat för bombattentatet som dödade domaren Giovanni Falcone 1992. Han dömdes även för kidnappningen och anstiftan till mordet på 12-årige Giuseppe Di Matteo, son till maffiaavhopparen Santino Di Matteo. Brusca krävde att Santino Di Matteo skulle återta sina vittnesmål om den sicilianska maffian. Efter 779 dagar i fångenskap lät Brusca strypa den då 14-årige sonen och lösa upp hans kropp i frätande syra. Efter samarbete med åklagarmyndigheter minskades straffet till 26 års fängelse för Brusca. Han frigavs under protester i maj 2021.